# Jackpot (Album)
Jackpot ist das Debütalbum von Pietro Lombardi, der 2011 die achte Staffel der Castingshow Deutschland sucht den Superstar gewann.

## Entstehung
Nachdem Lombardi bei Deutschland sucht den Superstar den ersten Platz belegt hatte, erhielt er einen Plattenvertrag bei Universal Music und somit die Gelegenheit, ein von Dieter Bohlen produziertes Album zu veröffentlichen. Dieses wurde in Bohlens Tonstudio in Hamburg aufgenommen und erhielt den Titel Jackpot, da Lombardi dieses Wort in der Castingshow häufig benutzt hatte. Das Album erschien am 27. Mai 2011 in Deutschland, der Schweiz und Österreich. Neben der regulären Version erschien es auch als Deluxe Edition. Diese beinhaltet fünf weitere Videos und ein Booklet.
Sechs der zwölf enthaltenen Titel sind Coverversionen, die Lombardi bereits bei Deutschland sucht den Superstar gesungen hat. Das Album enthält ein Duett mit Lombardis Ehefrau Sarah Engels. Bohlen hatte zuvor erklärt, bis zu zwei Duette mit Engels, die bei Deutschland sucht den Superstar hinter Lombardi den zweiten Platz erreicht hatte, zulassen zu wollen.

## Rezeption
Das Album verkaufte sich gut und erreichte in Deutschland bereits am Tag der Veröffentlichung Gold-Status für 100.000 verkaufte Exemplare. Von den Kritikern wurde es jedoch schlecht aufgenommen. So urteilte laut.de, das Album sei „ideenbefreit, uninspiriert, billig und lieblos“ und kritisierte, Lombardi könne die Töne nicht halten und die Texte nicht richtig aussprechen. Außerdem hätte Bohlen nach Meinung des Rezensenten mehr neue Songs schreiben müssen, statt auf Coverversionen zu setzen.
Die Internetseite MSN kritisiert ebenfalls Lombardis Aussprache sowie seine sich gelegentlich überschlagende Stimme und erkennt bei einigen Titeln deutliche Ähnlichkeiten zu älteren Nummern. In der Rezension wird das Album als „zielgruppenorientiertes DSDS-Album“ bezeichnet.

## Titelliste
In Klammern die Originalinterpreten
| #              | Titel                                             | Länge   |
| -------------- | ------------------------------------------------- | ------- |
| 1              | Call My Name                                      | 3:42    |
| 2              | Que Sera Sera (Raymond B. Evans / Jay Livingston) | 3:54    |
| 3              | I Need You (feat. Sarah Engels)                   | 3:07    |
| 4              | Down (Jay Sean)                                   | 3:20    |
| 5              | Holiday                                           | 3:12    |
| 6              | Don’t Worry, Be Happy (Bobby McFerrin)            | 4:01    |
| 7              | Mad World (Tears for Fears)                       | 3:13    |
| 8              | What About Us                                     | 3:16    |
| 9              | Can You Feel the Love Tonight (Elton John)        | 4:01    |
| 10             | Crazy Like Me                                     | 3:00    |
| 11             | Don’t Cry These Tears                             | 3:53    |
| 12             | Wenn das Liebe ist (Glashaus)                     | 3:04    |
| Deluxe Edition |                                                   |         |
| 13             | Best of Pietro (Video)                            | 6:01    |
| 14             | Making of Photoshoot (Video)                      | 4:01    |
| 15             | Making of Video (Video)                           | 4:58    |
| 16             | Call My Name (Musikvideo)                         | 3:43    |
| 17             | Slideshow (Video)                                 | 1:41    |
| 18             | Digitales Booklet                                 |         |
| Gesamt         | Gesamt                                            | 1:02:09 |

## Kommerzieller Erfolg

### Chartplatzierungen

#### Album
Jackpot erreichte in Deutschland die Spitzenposition der Albumcharts und konnte sich drei Wochen an ebendieser sowie sieben Wochen in den Top 10 und 16 Wochen in den Charts platzieren. In Österreich erreichte das Album ebenfalls Platz eins und hielt sich dort vier Wochen sowie sieben Wochen in den Top 10 und 15 Wochen in den Charts. In der Schweizer Hitparade erreichte das Album mit Position drei seine höchste Chartnotierung und platzierte sich fünf Wochen in den Top 10 sowie 15 Wochen in den Charts. Lombardi erreichte hiermit erstmals die Albumcharts aller drei Länder. Darüber hinaus erreichte das Album die Chartspitze der deutschen Newcomercharts, sowohl in den wöchentlichen Charts als auch in den Jahrescharts von 2011.
| ChartsChartplatzierungen | Höchstplatzierung | Wochen |
| ------------------------ | ----------------- | ------ |
| Deutschland (GfK)        | 1 (16 Wo.)        | 16     |
| Österreich (Ö3)          | 1 (15 Wo.)        | 15     |
| Schweiz (IFPI)           | 3 (15 Wo.)        | 15     |

| ChartsJahrescharts (2011) | Platzierung |
| ------------------------- | ----------- |
| Deutschland (GfK)         | 19          |
| Österreich (Ö3)           | 13          |
| Schweiz (IFPI)            | 42          |

#### Singles
Call My Name, der Siegertitel von Deutschland sucht den Superstar wurde als Single mit einem zusätzlichen Club Mix veröffentlicht und erreichte Platz eins in Deutschland, Österreich und der Schweiz. Es wurde zusätzlich eine Premiumsingle veröffentlicht. Diese erreichte in Deutschland am 8. August 2011 Platz 41 der deutschen Singlecharts. Nicht als Singles ausgekoppelt, aber über die Download-Verkäufe in die Charts kamen in Österreich und der Schweiz die Lieder Que Sera, Sera und Down.
Chartplatzierungen

| Jahr | Titel          | Höchstplatzierung, Gesamtwochen, AuszeichnungChartplatzierungen (Jahr, Titel, , Platzierungen, Wochen, Auszeichnungen, Anmerkungen) | Höchstplatzierung, Gesamtwochen, AuszeichnungChartplatzierungen (Jahr, Titel, , Platzierungen, Wochen, Auszeichnungen, Anmerkungen) | Höchstplatzierung, Gesamtwochen, AuszeichnungChartplatzierungen (Jahr, Titel, , Platzierungen, Wochen, Auszeichnungen, Anmerkungen) | Anmerkungen                                            |
| Jahr | Titel          | DE | AT | CH | Anmerkungen                                            |
| --- | -------------- | --- | --- | --- | ------------------------------------------------------ |
| 2011 | Call My Name   | DE1 Platin · (16 Wo.)DE | AT1 Platin · (13 Wo.)AT | CH1 Gold · (9 Wo.)CH | Erstveröffentlichung: 10. Mai 2011 Verkäufe: + 345.000 |
| Folgende Lieder erschienen nicht als Single, wurden aber durch das Album zum Download und Streaming bereitgestellt und konnten somit eine Platzierung erlangen: |                | | | |                                                        |
| |                | | | |                                                        |
| 2011 | Que Sera, Sera | — | AT37 (1 Wo.)AT | CH49 (1 Wo.)CH | Charteinstieg: 10. Juni 2011                           |
| 2011 | Down           | — | AT34 (1 Wo.)AT | CH43 (1 Wo.)CH | Charteinstieg: 10. Juni 2011                           |

### Auszeichnungen für Musikverkäufe
| Land/Region        | Auszeichnungen für Musikverkäufe (Land/Region, Auszeichnung, Verkäufe) | Verkäufe |
| ------------------ | ---------------------------------------------------------------------- | -------- |
| Deutschland (BVMI) | Platin                                                                 | 200.000  |
| Österreich (IFPI)  | Platin                                                                 | 20.000   |
| Schweiz (IFPI)     | Gold                                                                   | 10.000   |
| Insgesamt          | 1× Gold · 2× Platin ·                                                  | 230.000  |